# Hynek Pelc (1844)
Hynek Pelc (31. července 1844 Sobotka – 9. srpna 1915 Praha), v německých zdrojích uváděný jako Ignaz Pelc, byl český lékař, hygienik, ředitel nemocnice a organizátor veřejného zdravotnictví v Českých zemích.

## Život a působení
Narodil se 31. července 1844 na předměstí Sobotky. Po maturitě v Jičíně studoval medicínu v Praze a ve Vídni a jako medik pomáhal během prusko-rakouské války r. 1866 v polních nemocnicích v Jičíně, Vokšicích a Sobotce. Promoval r. 1871 v Praze.
První zaměstnání získal jako sekundář Všeobecné nemocnice. 1875 podnikl studijní cestu po Evropě (Berlín, Paříž, Londýn), po návratu se stal městským lékařem a roku 1882 prvním fysikem (vrchním úředním lékařem) města Prahy. Roku 1884 byl jmenován ředitelem Všeobecné nemocnice a roku 1899 za své zásluhy o veřejné zdravotnictví dvorním radou. Téhož roku byl zvolen předsedou c. k. zemské zdravotní rady.
Aktivně prosazoval zdravotní reformy. Roku 1878 obhajoval v Průmyslové jednotě návrh na soustavné budování pražské kanalizace namísto žump. Téhož roku pracoval v pražské zdravotní komisi na reorganizaci zdravotní služby, což vedlo ke zřízení městského fysikátu (úřadu veřejného lékaře) a stálé zdravotní rady, která se poprvé sešla 5. června 1881. Na základě později přijatého zákona se pak zřizovaly zdravotní komise v dalších obcích. a Roku 1880 připravil zdravotní dodatky ke stavebnímu řádu. Zavedl pravidelné úřední hlášení nakažlivých nemocí v Praze na předepsaných formulářích. V roce 1882 zavedl desinfekční službu a lékařský dozor na školách. Nechal rovněž vybudovat ústřední márnici na Olšanech.
Jako ředitel Všeobecné nemocnice zajistil její rozšíření. Byl postaven nový pavilon dermatologicko-chirurgický, pavilon izolační (později využitý pro ušní a gynekologické kliniky) a tři baráky pro nakažlivé nemoci.
V roce 1886 přednesl v zemské zdravotní radě podrobnou zprávu o „chorobinství“ (zdravotní péči), na jehož základě vydal český zemský sněm r. 1887 zákon o zřizování a financování veřejných nemocnic. V následujících letech byla země rozdělena na zdravotní obvody a v každém hejtmanství ustanoven okresní lékař, čímž se během tří let ztrojnásobil počet lékařů ve státní službě. Pokračoval rozvoj veřejných nemocnic – byl nad nimi zaveden odborný dohled, byly moderně vybavovány na venkově bylo založeno dvacet nových.
Roku 1890 nechal upravit předpisy o očkování, které od té doby mohlo být prováděno jen znalecky prověřenými látkami. K jejich výrobě byly zřízeny ústavy v Jindřichově Hradci a Českých Budějovicích.
Pomohl při provedení rakouského zákona o lékařských komorách návrhem, aby (r. 1894) vznikla jednotná organizace se dvěma národnostními sekcemi.
Když v roce 1892 propukla v Hamburku epidemie cholery, nechal Pelc upravit předpisy o dopravě a asanaci, čímž zajistil, že až na ojedinělé případy se tato nákaza nerozšířila do Čech.

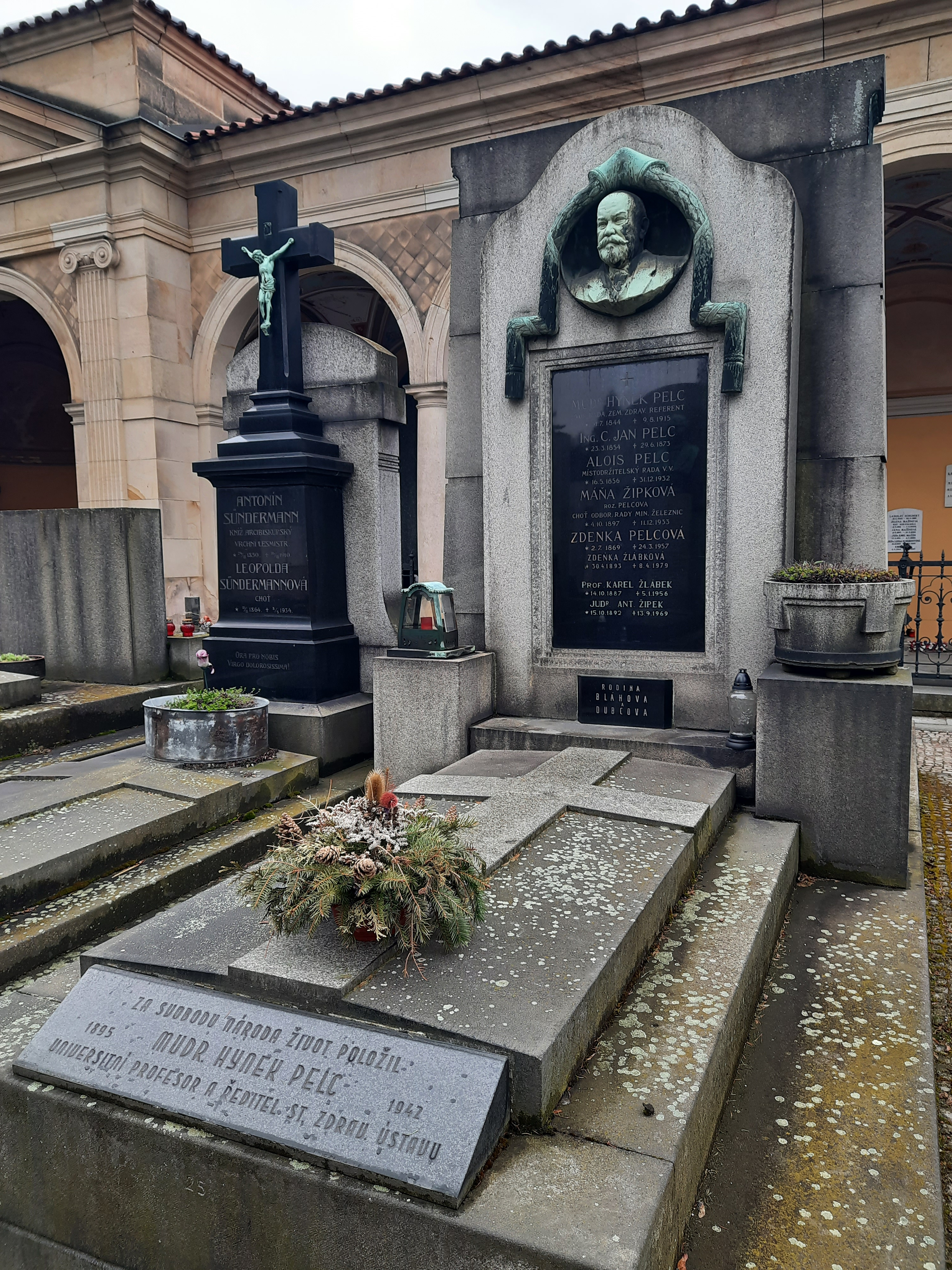
Hrobka rodiny Pelcovy na Vyšehradském hřbitově

Účastnil se rovněž organizace babických škol, úpravy studijního řádu na lékařských fakultách a především na ochraně před šířením nakažlivých chorob (studniční řád, opatření proti zavlečení nemocí migrujícími dělníky, prevence a léčba cholery, spály, spalniček a tuberkulózy). Organizoval zakládání ústavů pro rekonvalescenty v Tuchoměřicích, Ryjicích a Lázních Toušeň. Roku 1904 položil základ veřejnou záchrannou službu v pražských předměstských obcích, desinfekční službě a škole pro desinfektory.
Věnoval se také prevenci nemocí z povolání. Za jeho vedení byla vydána poučení pro hrnčíře, pekaře, jircháře a kartáčníky.
Za zásluhy byl vyznamenán řádem železné koruny III. tř. (1893) a rytířským řádem císaře Leopolda (1911).
Krátce před první světovou válkou odešel do důchodu, nadále se ale zajímal o zdravotnické otázky. Po propuknutí války se zapojil do činnosti pomocných sdružení.
Zemřel 9. srpna 1915 v Praze. Pohřben byl v rodinné hrobce na Vyšehradském hřbitově.

## Dílo
Publikoval řadu prací vědeckých i populárních a pravidelně vydával roční zprávy o zdravotním stavu země. Vydal rovněž knihu Hunterian Museum v Londýně (1875). Přispíval do Ottova slovníku naučného pod značkou -lc.